# 三重県道507号千代崎港線
三重県道507号千代崎港線（みえけんどう507ごう ちよざきこうせん）は、三重県鈴鹿市を通る一般県道である。

## 概要
鈴鹿市若松東1丁目から鈴鹿市南玉垣町に至る。

### 路線データ
- 起点：鈴鹿市若松東1丁目（千代崎漁港付近）
- 終点：鈴鹿市南玉垣町（南玉垣町南交差点、国道23号交点）
- 総延長：2,539 m

## 路線状況

### 重複区間
- 三重県道6号四日市楠鈴鹿線（鈴鹿市南若松町 - 鈴鹿市若松東1丁目・千代崎駅東交差点）

### 道路施設

#### 橋梁
- 千代崎橋（金沢川、鈴鹿市、三重県道6号四日市楠鈴鹿線重複区間内）
- 田古知橋（田古知川、鈴鹿市）

## 地理

### 通過する自治体
- 鈴鹿市

### 交差する道路
| 交差する道路                           | 交差する場所 | 交差する場所            |
| -------------------------------------- | ------------ | ----------------------- |
| 三重県道6号四日市楠鈴鹿線 重複区間起点 | 南若松町     |                         |
| 三重県道6号四日市楠鈴鹿線 重複区間終点 | 若松東1丁目  | 千代崎駅東交差点        |
| 国道23号                               | 南玉垣町     | 南玉垣町南交差点 / 終点 |

### 沿線
- 千代崎漁港
- 近鉄名古屋線 千代崎駅
- 鈴鹿厚生病院
- 鈴鹿医療科学大学
- 鈴鹿市立千代崎中学校